# پایس ایکدیا
پایس ایکدیا (هلندی: Pius Ikedia؛ زادهٔ ۱۱ ژوئیهٔ ۱۹۸۰) یک بازیکن فوتبال اهل نیجریه است.
وی همچنین در تیم ملی فوتبال نیجریه بازی کرده و در جام جهانی فوتبال ۲۰۰۲ به میدان رفته است.